# Farja
Farja (tiếng Ả Rập: الفرجة) là một ngôi làng Syria nằm ở Al-Tamanah Nahiyah ở huyện Maarrat al-Nu'man, Idlib. Theo Cục Thống kê Trung ương Syria (CBS), Farja có dân số 1342 trong cuộc điều tra dân số năm 2004.